# Хабарництво
Хабарництво — одержання службовою особою, а також давання їй хабара з метою одержання певних вигід протизаконним порядком. 

## Розповсюдження
Бюрократичні системи особливо сприятливі на хабарі.

## Законодавче визначення
Кримінальний кодекс України визнає приймання чи давання хабара як злочини. Явище хабарів було дуже поширене в СРСР, незважаючи на високі кари, і залишилося поширеним в Україні. Частина службовців і впливових осіб, попри ризик бути покараним, вдається до хабарів як засобу швидкого й легкого збагачення. В українській мові 18 −19 століття хабарників називали дряпічками або здирниками.